# Орон (Нигерия)
Орон (англ. Oron) — район местного управления и город в Нигерии, в штате Аква-Ибом, на границе с штатом Кросс-Ривер. Расположен на правом берегу реки Кросс, в её дельте, напротив островов Тобакко, Паррот, Джеймс и Кейбл, юго-восточнее городов Икот-Экпене и Уйо, с которыми связан автомагистралью A342.
В штате Аква-Ибом живут орон, общая численность которых в Нигерии — 94 тыс. человек и которые относятся к южным ибибио или экет вместе с окобо, численность которых — 67 тыс. человек.
В городе находится национальный музей города Орон, созданный в 1959 году, и один из крупных вузов страны — Морская академия Нигерии, созданная в 1979 году как Навигационный колледж и получившая современный статус в 1988 году. В музее города Орон собрана ценная коллекция деревянной скульптуры, созданной мастерами — представителями этнических групп ибибио и орон.